# Dichaetomyia testaceiventris
Dichaetomyia testaceiventris este o specie de muște din genul Dichaetomyia, familia Muscidae. A fost descrisă pentru prima dată de Stein în anul 1907. Conform Catalogue of Life specia Dichaetomyia testaceiventris nu are subspecii cunoscute.